# Concierto para piano n.º 1 (Shostakóvich)

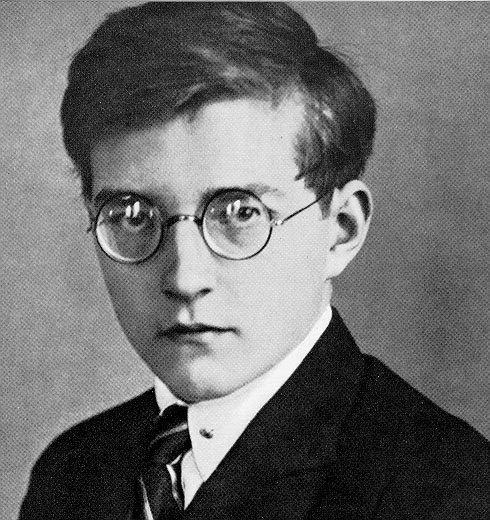
Shostakóvich en 1925

El concierto para piano, trompeta y orquesta de cuerdas en do menor, op. 35, también conocido simplemente como concierto para piano, fue escrito por Dmitri Shostakóvich entre marzo y julio de 1933 y estrenado el 15 de octubre del mismo año con el compositor al piano y la Orquesta Filarmónica de Leningrado bajo la batuta de Fritz Stiedry.
Respecto al nombre, la importancia de la trompeta no es tanta como la del piano y por eso no debería ser considerado un concierto doble. Sin embargo, el propio Shostakóvich solía colocar al trompeta en una posición de solista, delante de la orquesta. Otros prefieren colocarlo en la parte posterior de la orquesta, en un sitio notable.
El concierto está estructurado en tres o cuatro movimientos:
1. Allegretto
2. Lento
3. Moderato
4. Allegro con brio

El moderato es a veces visto como un pasaje introductorio del allegro con brio y no como un movimiento independiente, marcándolo como Moderato – Allegro con brio. Sin embargo, el humor entre los dos es tan diferente que algunos consideran que son dos movimientos. 
Durante el segundo movimiento la trompeta se ejecuta con sordina, lo cual le confiere un sonido muy particular. En el último movimiento la trompeta tiene casi la misma importancia que el piano.
Como en otras obras de este período de Shostakóvich, se hace referencia a temas propios y de otros compositores. Son notables las citas a Ludwig van Beethoven: en el primer movimiento, luego de una introducción por parte del piano y la trompeta, el piano esboza una variación de los primeros compases de la sonata Appassionata; en el último movimiento, a manera de cadenza, usa una parafrase del conocido Die Wut über den verlorenen Groschen (al.: El enfado por un penique perdido).
- Datos: Q2526940